# エンパイア・ステイト・オブ・マインド
「エンパイア・ステイト・オブ・マインド」（Empire State of Mind）は、アメリカ合衆国のラッパーでヒップホップアーティストジェイ・Zによる楽曲。この楽曲はジェイ・Zの11枚目のスタジオ・アルバム『ザ・ブループリント3』からのサードシングルとして ロック・ネイションレーベルから2009年10月にリリースされた。
2011年2月13日に開催された第53回グラミー賞では最優秀ラップ・ソング賞、最優秀ラップ・歌曲コラボレーション賞の2部門を受賞した。
また、ヴォーカルとしてフィーチャーされたアリシアは後に自身の4枚目のスタジオ・アルバム『エレメント・オブ・フリーダム』（2009年）のなかで「エンパイア・ステイト・オブ・マインド (パート2) ブロークン・ダウン」としてアンサーソングを歌った。